# هومر بيرتون أدكنز
هومر بيرتون أدكنز (16 يناير 1892 – 10 أغسطس 1949) كيميائي أمريكي درس هدرجة المركبات العضوية. كان أدكنز رائدًا في مجاله، وكان مرجعًا عالميًا في هدرجة المركبات العضوية. اشتهر أدكنز بعمله خلال الحرب، حيث أجرى تجارب على المواد الكيميائية والغازات السامة. اشتهر أدكنز بعمله، لكنه أصيب بسلسلة من النوبات القلبية وتوفي عام 1949.

## بداية حياته والعمل
وُلِد أدكنز في 16 يناير 1892 في نيوبورت بولاية أوهايو، وهو ابن إميلي (ني ميدلسوارت) وألفين أدكنز. نشأ في مزرعة مع أخيه وأخته. بعد الالتحاق بالمدرسة الثانوية وإنهائها في نيوبورت، التحق بجامعة دينيسون. ونظرًا لسمعته كصبي طويل وخجول، تخرج أدكنز في ثلاث سنوات ونصف. ثم أمضى أدكنز ثلاث سنوات في جامعة ولاية أوهايو. وحصل على درجة الماجستير عام 1916، والدكتوراه عام 1918، تحت إشراف ويليام لويد إيفانز. وبعد حصوله على شهادته، بدأ العمل كباحث كيميائي في وزارة الحرب الأمريكية. وفي العام الدراسي التالي، عمل أدكنز كمدرس في الكيمياء العضوية في جامعة ولاية أوهايو وفي صيف عام 1919 كان باحثًا كيميائيًا في شركة EI Du Pont De Nemours and Company.
في عام 1919، التحق أدكنز بجامعة ويسكونسن-ماديسون. وظلّ هناك حتى وفاته عام 1949، باستثناء صيفين قضاهما في العمل الصناعي في شركة باكليت عامي 1924 و1926، ومسؤولياته من عام 1942 إلى عام 1945 كمسؤول ومدير أبحاث في برنامج الحرب التابع للجنة أبحاث الدفاع الوطني ومكتب البحث العلمي والتطوير. كان أدكنز محاضرًا لطلاب الدراسات العليا في مقرر بعنوان "مسح الكيمياء العضوية"، ولكنه حافظ أيضًا على تواصل مع الطلاب في المرحلة الابتدائية، واستمر في إلقاء محاضرات في المقرر الأول في الكيمياء العضوية معظم الوقت.
في عام 1919، بدأ أدكنز أطروحته حول معدلات أكسدة برمنجنات البوتاسيوم لأسيتالديهيد وحمض الأكساليك ومعدلات التفاعلات المرتبطة بإضافات مختلفة لدرجة الحرارة والمولارية. كان اهتمامه الرئيسي منصبًا على طبيعة الوسيط في هذه التفاعلات. بعد فترة وجيزة، كتب ورقة بحثية ثانية تتعلق بمعدلات التفاعل وثالثة تتعلق بالإضافة الحفزية للأكاسيد على الإسترات. بدأ بحثه بالكامل يدور حول طبيعة المنتج الناتج عن تفاعل يعتمد على المحفز المعطى. أدت دراسته للمحفزات إلى أهم مساهماته، وهي هدرجة الإستر إلى كحول باستخدام محفز كروميت النحاس. بعد دراسته لكروميت النحاس، تعمق أدكنز أكثر فأكثر في تفاعلات الهدرجة واستخدام المحفزات. نتج عن بحثه تفاعل جديد يضاف فيه الهيدروجين إلى رابطة مزدوجة على سطح محفز، ثم ينقسم الجزيء المعطى إلى جزيئين منفصلين.
نشر أدكنز العديد من الكتب، بالإضافة إلى منصبه كمحاضر وباحث ناجح. نشر كتابه الأشهر "تفاعلات الهيدروجين"، مشيرًا إلى دراساته المكثفة وريادته في الهدرجة. كما شارك في نشر العديد من الكتب التي درسها طلاب الكيمياء العضوية. شارك أدكنز في تأليف كتاب مدرسي شهير بعنوان "الكيمياء العضوية الأولية"، ونشرته شركة ماكجرو هيل للنشر.

## الحرب العالمية الثانية
طوال الحرب العالمية الثانية، ركز أدكنز أبحاثه على ضروريات الحرب. خشي الكثيرون من استخدام الغازات السامة على نطاق واسع في الحرب العالمية الثانية كما حدث أثناء الحرب العالمية الأولى. انخرط مختبر أدكنز في ويسكونسن في أبحاث الحرب الكيميائية. كشفت وثائق سرية في ذلك الوقت عن أدكنز وزملائه وهم يصفون أبحاثهم حول العوامل التي تسبب ظهور البثور والقيء والدموع والعطس. درس أدكنز أيضًا إزالة آثار العوامل السامة باستخدام أنواع مختلفة من المواد الكيميائية والمراهم، بالإضافة إلى الملابس الواقية للجنود. ونظرًا لحجم وتأثير عمله، فقد حصل أدكنز على وسام الاستحقاق عام 1948 لدراساته في زمن الحرب.
كان أدكنز خبيرًا عالميًا في هدرجة المركبات العضوية، وقد طوّر حفاز أدكنز، معتمدًا جزئيًا على استجواب الكيميائيين الألمان بعد الحرب العالمية الثانية فيما يتعلق بعملية فيشر-تروبش. كما صاغ أدكنز مصطلح "التحلل الهيدروجيني" لوصف التفاعل الكيميائي الذي يتفكك فيه الجزيء إلى جزيئات أصغر بتفاعل الهيدروجين. وطوّر تفاعل أدكنز-بيرسون مع ويسلي جيه. بيترسون.

## الحياة اللاحقة والموت
أثناء دراسته في جامعة ولاية أوهايو، تزوج أدكنز من لويز سبيفي، زميلته في الدراسة بجامعة دينيسون، والتي كانت تُدرّس الرياضيات في المرحلة الثانوية. رُزق الزوجان بثلاثة أطفال: سوزان، ونانس، وروجر. وكان لديه ثلاثة أحفاد من سوزان.
كان أدكنز يستمتع بالأنشطة الترفيهية، مثل لعب الغولف، لأنه وجدها مريحة وكان يحتاج إلى ممارسة الرياضة.
كان للتدريس والحفاظ على برنامج بحثي كبير وضغوط زمن الحرب تأثيرًا كبيرًا على قوة أدكنز. أثناء لعبه للجولف في أواخر ربيع عام 1949، أصيب أدكنز بنوبة قلبية طفيفة. وخلص إلى أنه بمجرد حصوله على فرصة للحصول على العلاج، فسيحصل عليه. وبعد اجتماع مع كيميائيين آخرين مهتمين بشأن بحثه، أصيب أدكنز بنوبة قلبية أكبر ودخل المستشفى لمدة شهر تقريبًا. وبدا أن حالة أدكنز قد تحسنت، لذلك أُرسل إلى المنزل. لكن صحته بدأت تتدهور فجأة مرة أخرى بسرعة. وتوفي أدكنز ضعيفًا وطريح الفراش في ماديسون بولاية ويسكونسن في 12 أغسطس 1949.

## الجوائز والأوسمة
خلال حياته، نال أدكنز العديد من الأوسمة. حصل على درجة الدكتوراه الفخرية في العلوم من جامعة دينيسون، جامعته الأم، في عام 1938. منحه الرئيس هاري إس. ترومان وسام الاستحقاق. في عام 1942، قُبل أدكنز كعضو في الأكاديمية الوطنية للعلوم.

### الإرث
بعد وفاته، أسس العديد من طلاب أدكنز السابقين وأصدقائه زمالة هومر أدكنز، التي دعمت طالب الدراسات العليا في الكيمياء في جامعة ويسكونسن.
قال رئيس جامعة ويسكونسن، إدوين ب. فريد: "كان يُعتبر من أبرز الكيميائيين الذين أنجبتهم أمريكا. كان من النوع الذي يجعل الجامعة متميزة". وقال رئيس جامعة هارفارد ، جيمس كونانت: "لقد تكبد العالم الأكاديمي خسارة لا تُعوّض".

## ملحوظات
1. 1 2 3  Shearer 2007، صفحة 9.
2. 1 2  Daniels 1952، صفحة 293.
3. 1 2 3  Daniels 1952، صفحة 294.
4. 1 2  Costa، Albert B. (فبراير 2000). Adkins, Homer Burton (1892-1949), organic chemist. American National Biography Online. Oxford University Press. ج. 1. DOI:10.1093/anb/9780198606697.article.1300011.
5. 1 2  Shearer 2007، صفحة 10.
6. 1 2 3 4  Daniels 1952، صفحة 298.
7. 1 2 3 4  Daniels 1952، صفحة 299.

## الفهرس
- Daniels، Farrington (1952). Biographical Memoirs National Academy Of Sciences Vol XXVII. The National Academy Of Sciences.
- Shearer، Benjamin (2007). Home Front Heroes: A Biographical Dictionary of Americans During Wartime, Volume 1. ISBN:978-0313334214.

## روابط خارجية
- إدخال قاعدة بيانات الأنساب
- مذكرات السيرة الذاتية للأكاديمية الوطنية للعلوم